# Kayangel
Kayangel (Ngcheangel) er den nordligste delstat af Palau 24 km nord for Koror. Landarealet er omkring 1,4 km2. Befolkningen var 54 i 2015.